# Hijikata Hisamoto

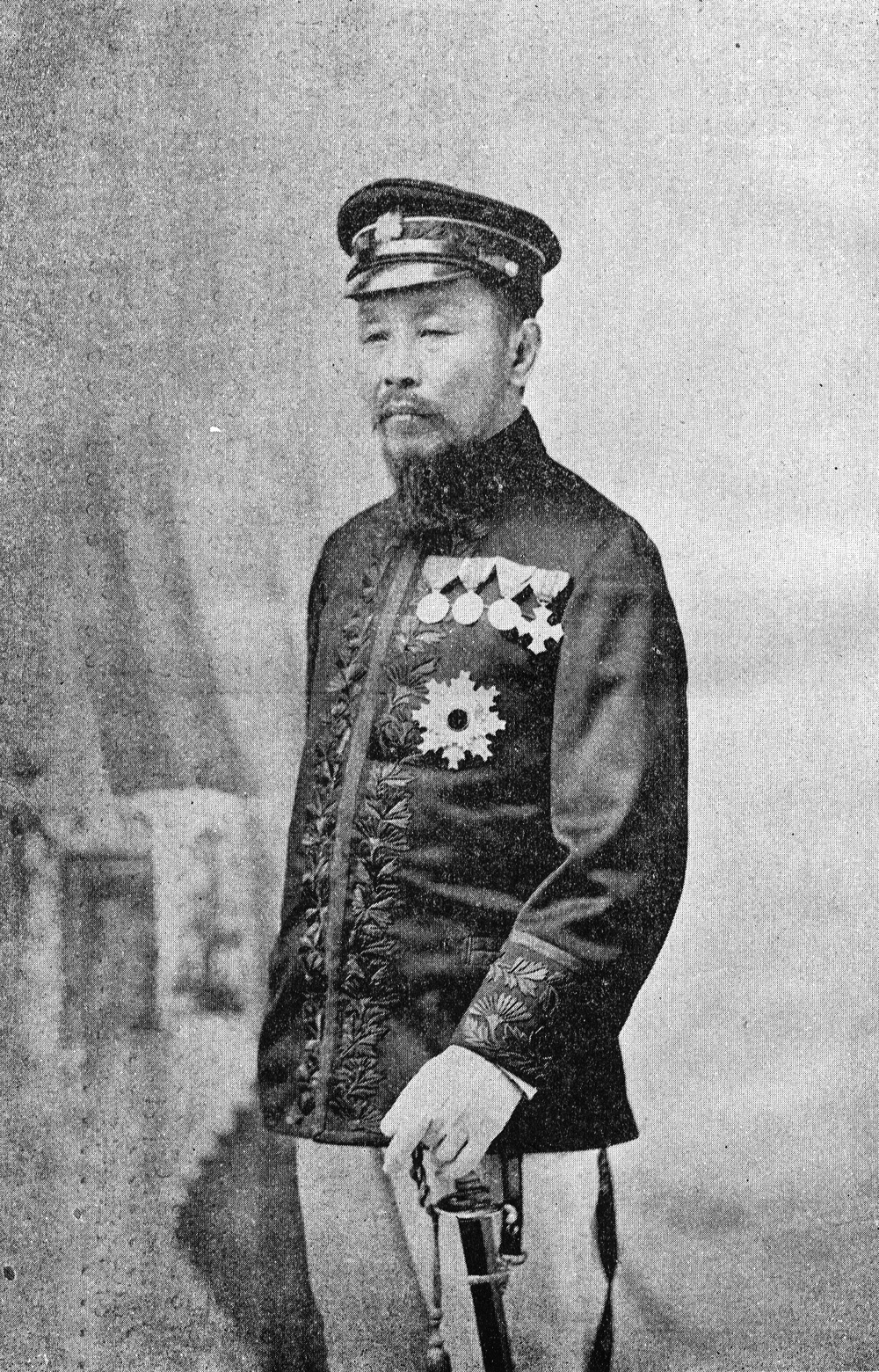
Hijikata Hisamoto (1899)

Hakushaku Hijikata Hisamoto (japanisch 土方 久元; * 23. November 1833 in Jinsenji, Präfektur Kōchi; † 4. November 1918) war ein japanischer Regierungsbeamter und Politiker, der unter anderem zwischen Juli und September 1887 Minister für Landwirtschaft und Handel im Kabinett Itō I sowie von 1887 bis 1898 Minister des kaiserlichen Haushalts war.

## Leben
Hijikata Hisamoto war der Sohn von Hijikata Hisayo, einem Gutsherren des Tosa-Kōchi-Clans, und trat 1861 dem Tosa Kinnō-tō bei, einer politischen Organisation (Shishi) für das Kaisertum während der Edo-Zeit. 1863 ging er auf Befehl des Clans nach Tokio, wo er das Vertrauen von Sanjō Sanetomi gewann, der von 1871 bis 1885 als letzter Großkanzler (Daijō Daijin) fungierte. Nach dem Putsch vom 18. August 1863 kam es zum Fall und Verbannung der Sieben Adligen (Shichikyo-ochi), der Anführer dieser auch „Sakaimachi-Gomon-Zwischenfall“ genannten Unruhen:  Sanjō Sanetomi, Sanjōnishi Kitomo, Shijō Takayoshi, Higashikuze Michitomi, Mibu Motonobu, Nishikikoji Yoritori und Sawa Nobuyoshi. Er ging daraufhin in Begleitung von Sanjō Sanetomi nach Dazaifu und war während dieser Zeit zusammen mit Nakaoka Shintarō, Tanaka Mitsuaki und Sakamoto Ryōma 1866 maßgeblich an der Gründung der Satsuma–Chōshū-Allianz beteiligt, ein mächtiges Militärbündnis zwischen den südwestlichen Feudaldomänen Satsuma und Chōshū zur Bündelung der Bemühungen zur Wiederherstellung der kaiserlichen Herrschaft und zum Sturz des Tokugawa-Shōgunats. 
Nach der Meiji-Restauration (Meiji ishin) diente Hijikata als Richter der Präfekturregierung von Tokio, bevor er mehrere Jahre in dem von Sanjō Sanetomi geleiteten Großkanzleramt (Daijō-kan) tätig war und zuletzt als Leiter des Büros für das Amtsblatt fungierte. Für seine Verdienste wurde er 1884 als Vizegraf (Shishaku) in den Adelsstand (Kazoku) erhoben und fungierte vom 16. Dezember 1884 bis zu seiner Ablösung durch Tanaka Mitsuaki 29. Juli 1885 als Chefkabinettssekretär sowie zugleich von 1884 bis zu seiner Ablösung durch Yoshikawa Akimasa als Chefredakteur des Arzneibuchs. Er war vom 22. Dezember 1885 bis zum 2. September 1886 Mitglied des Ältestenrates (Genrōin), ein Beratungsorgan für legislative und administrative Fragen in der frühen Meiji-Zeit.
Nach der Einführung des Kabinettssystems am 22. Dezember 1885 wurde Hijikata Hisamoto als Nachfolger von Yamagata Aritomo im Kabinett Itō I am 26. Juli 1887 Minister für Landwirtschaft und Handel und bekleidete dieses Amt bis zum 17. September 1887, woraufhin Kuroda Kiyotaka ihn ablöste. Er selbst übernahm daraufhin am 6. September 1887 von Itō Hirobumi das Amt des Ministers des kaiserlichen Haushalts und hatte diesen Posten bis zu seiner abermaligen Ablösung durch Tanaka Mitsuaki am 9. Februar 1898 inne. 1888 wurde er zudem zum Mitglied des neu geschaffenen Geheimen Rates (Sūmitsu-in) ernannt, ein bis 1947 bestehendes Beratungsgremium des Kaisers (Tennō). Als Nachfolger von Yamada Akiyoshi war er zudem zwischen 1893 und seiner Ablösung durch Sensai Nagayo 1901 erstmals Präsident der Privaten Hygienevereinigung Großjapans.

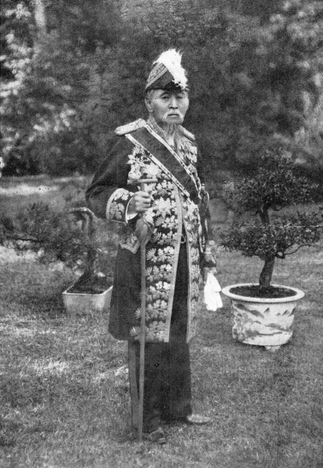
Hijikata Hisamoto (1912)

Hijikata Hisamoto, der 1895 außerdem zum Grafen (Hakushaku) erhoben wurde, fungierte von 1896 bis zu seiner Ablösung durch Hachisuka Mochiaki 1903 als Vorsitzender der neu gegründeten Nō-Vereinigung, eine Form des traditionellen japanischen Theaters, das traditionell nur von Männern gespielt (getanzt) und musikalisch begleitet wird. 1899 übernahm er im Kaiserlichen Hofamt das Amt als Vizedirektor des Forschungsbüros des Imperialen Systems (Teishitsu seido chosakyoku),  eine 1899 gegründete sowie 1907 abgeschaffte juristische Forschungs- und Planungsagentur, die der Ergänzung des Kaiserlichen Hausgesetzes von 1889 (Koshitsu Tenpan) und der Errichtung von Amtsverordnungen (Kōshi Kire) diente. Diese Funktion bekleidete er bis 1903 und wurde daraufhin von Itō Miyoji abgelöst. Des Weiterhin übernahm er 1899 von dem Pädagogen Torataro Yoshimura die Funktion als Direktod des Bildungsinstituts Tokyo Jogakkan und bekleidete diesen bis zu seiner Ablösung durch den Linguisten Nobu Kanda 1918.
Als Nachfolger von Sensai Nagayo fungierte er von 1903 bis zu seiner Ablösung durch Kitasato Shibasaburō 1916 noch einmal als Präsident der Privaten Hygienevereinigung Großjapans. 1903 übernahm er zudem von dem am 12. Dezember 1902 verstorbenen Sano Tsunetami den Posten des Vorsitzenden der Japanischen Kunstvereinigung und behielt diesen bis zu seinem Tode 1918, woraufhin Kaneko Kentarō neuer Vorsitzender wurde. Er war zudem von 1914 bis zu seiner Ablösung durch Tanaka Mitsuaki 1918 Direktor des provisorischen kaiserlichen Kompilationsamtes, welches die Biographie und Chronik der Regierungszeit von Kaiser Meiji zuständig war. Als Nachfolger von Nabeshima Naohiro übernahm er schließlich 1918 noch das Amt als Präsident der privaten Kokugakuin-Universität und bekleidete dieses kurze Zeit bis zu seinem Tode 1918, woraufhin Haga Yaichi neuer Universitätspräsident wurde. Für seine Verdienste wurde ihm ferner der Orden der Aufgehenden Sonne Erster Klasse verliehen. Nach seinem Tode wurde er auf dem Friedhof Somei des Tokioter Bezirks Toshima beigesetzt. Sein Neffe war der folkloristische Bildhauer Hisatoshi Hijikata (1900–1977), während sein Enkel der Theaterregisseur Hijikata Yoshi war.